# 魚津市立片貝小学校
魚津市立片貝小学校（うおづしりつ かたかいしょうがっこう）は、富山県魚津市島尻818番地にかつて存在した小学校。魚津市立片貝保育園（2025年3月閉園）と校舎を共有していた。

## 解説
魚津市の片貝地区を通学区域としている。魚津市では小学校の統廃合が進められており、片貝小学校は特認校として存続する予定であったが、2016年度を以て吉島小学校、西布施小学校と「魚津市立清流小学校」として統合されることになった。閉校した2016年度（平成27年度）の生徒数は52名であった。
旧校舎は2016年7月以降、1階部分が片貝公民館→片貝コミュニティセンター（毛勝の郷シェルピース）として使用されている。同時に約40台分の駐車場も旧校舎南側に新設された。2019年度中には使用されていない2階部分などを宿泊施設として整備することが決まっている。2020年4月に整備が完了し開所したものの、宿泊については新型コロナウイルスの流行の影響もあり、開始の目処は立っていなかったが、2021年4月25日に、正式にオープンした。

## 沿革
個別に出典が提示されていない1967年までの箇所の出典→
- 1873年
  - 9月、第六大学区第九中学区嶋尻学校（島尻小学校）として発足。
  - 11月15日、伊藤刑部宅を借りて嶋尻学校（島尻小学校）創立。当時は嶋尻、大菅沼、平沢、山女、黒谷、東城、貝田新の7ヶ村の連合であった[11]。
- 1874年
  - 1月20日、中川喜三吉宅に移転[12]。
  - 12月18日、道坂村が吉島学校から嶋尻学校へ通うようになる[12]。
- 1875年11月1日、成隣小学校となる[12]。
- 1876年1月17日、小林伊次郎宅に移転[12]。
- 1877年
  - 9月21日、黒谷村、山女村、平沢村を分離し山女小学校開設（1890年3月31日廃止）[12]。
  - 10月2日、東城村を東城小学校開設（1887年3月31日廃止）[12]
- 1878年11月18日、嶋尻村3,450番地に校舎を新築[12]（講堂も新築）。
- 1887年4月1日、東城小学校、成隣小学校を統合。島尻小学校となる[13]。
- 1889年4月1日、第七番設置区域片貝谷簡易小学校と改称。
- 1890年4月1日、山女小学校を統合、片貝谷簡易小学校と改称[14]。
- 1892年10月、徳民小学校と改称。
- 1895年5月、島尻尋常小学校となる。
- 1897年12月15日、大字東城村共有新築校舎において冬季分教場を開設（1、2学年が対象）。同年度中は1898年3月15日まで開設し、1901年度まで続いた[15]。
- 1909年8月26日、大字島尻村字佛倶田割2041番地に旧村役場を移築改造して移転（但し、仮校舎扱い。敷地98坪、建物38坪（間口9間半、奥行4間））[16]。
- 1919年、山女分校を合併し5学級となり、役場に2教室を借りた[16]。同年6月、片貝谷尋常小学校となる。
- 1921年
  - 4月5日、島尻字石垣田割3462番地（後に農協、公民館、駐在所を合わせた敷地）にて新校舎地鎮祭[17]。
  - 11月21日、新校舎落成式挙行（借地の敷地1,142坪、延べ建坪532坪木造2階建て、運動場429坪）[17]。
- 1924年4月、高等科を併設し、片貝谷尋常高等小学校と改称。
- 1935年12月6日、講堂兼屋内体操場（8間×12間の木造）落成式[18]。
- 1936年8月24日、泰安殿竣工式[19]。
- 1941年4月1日、片貝谷国民学校と改称[20]。
- 1943年
  - 7月28日、校舎増築地鎮祭[21]。
  - 12月17日、校舎増築竣工[21]。
- 1947年4月、片貝谷小学校と改称[20]。
- 1951年、校舎新築落成[22]。
- 1952年4月1日、魚津市の市制施行に伴い、魚津市立片貝小学校と改称[20][23]。
- 1958年12月、給食室新築[22]。
- 1959年1月、完全給食実施[22]。
- 1968年
  - 4月、特殊学級新設[22]。
  - 12月16日、島尻818番地（敷地面積12,221m2）に鉄筋2階建て校舎（延床面積1,498m2）が竣工[24]。山女分校廃止[23]。魚津市内の学校では統合第1号となった[25]。
- 1969年11月15日、体育館（床面積398m2）竣工式、同時に運動場の南西角に築山（スキー山）完成[26]。
- 1972年6月30日、創立100周年記念事業として造成を進めていたプールの竣工式[26]。
- 1975年10月、校歌寄贈披露[22]。
- 1979年8月、グラウンド防球網、遊具設置[22]。
- 1992年
  - 3月、体育館に折り畳み式16台からなる新ステージを設置。ステージ幕も新調し、天井白熱灯も4灯増設[27]。
  - 10月、約360m2の芝生広場を造成[28]。
- 1994年9月、運動場拡張[29]。
- 1999年9月、新校舎建設に着手[30]。
- 2000年12月22日、魚津市立片貝保育園との複合施設の校舎竣工[30]。
- 2016年
  - 3月、清流小学校との統合に伴い、閉校[31]。
  - 7月、旧校舎建物の1階部分が片貝公民館に転用される[5]。
- 2019年度中、使用されていない2階部分などを宿泊施設として整備する[6]。
- 2020年4月、整備完了。片貝コミュニティセンター（毛勝の郷シェルピース）となる[7]（2021年4月25日に正式オープン[9]）。

## その他
校舎は平成14年度第33回富山県建築賞一般の部入選を果たしている。